# Ixtar
Ixtar (Ištar) era, en la mitologia babilònica i a la religió hitita, la deessa de l'amor i la guerra, de la vida, del sexe i la libido, de la fertilitat i de la natura, atorgadora de fecunditat als éssers humans, animals i plantes. També va ser coneguda pel nom d'Astarte pels fenicis, Sausga pels hitites i Inanna pels sumeris. És l'antecessora de Venus. S'associa a un estel de cinc puntes o pentacle. És considerada com una deessa «vagina», és a dir, destructora alhora que atraient, (un arquetip present en totes les cultures, similar al de Kali, entre d'altres).

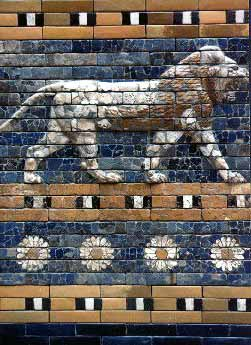
Detall de la reconstruïda Porta d'Ixtar.

A Babilònia, va rebre el nom d' Annunitum que derivava d'Inanna-annunitum (Ixtar Annunitum, Ixtar la Barallosa). Els reis d'Accàdia la invocaven en les seves inscripcions; després, el qualificatiu va significar una deïtat separada i es va convertir en una dea guerrera en l'èpica de Naram-Sin d'Accàdia. Va tenir un temple a Kisurra, però el seu culte principal es va establir a Sippar (d'on en va ser la deïtat tutelar), a Nippur, a Uruk i a Ur. En aquesta darrera ciutat, va tenir un temple anomenat E-ulmash i se la coneixia amb el nom coneguda d' Ulmasitum.
El seu culte incloïa la prostitució ritual, especialment a Nínive, i va ser un dels més estesos per la zona, amb multitud de santuaris i documents que en parlen. Els reis representaven anualment un ritu que simulava el seu matrimoni sagrat amb la deessa. Es creu que els diàlegs d'aquesta cerimònia van inspirar el Càntic dels Càntics de la Bíblia. Alguns dels símbols iconogràfics que l'acompanyaven són l'estel (sovint de vuit puntes), la roseta, els coloms i els lleons.
Va protagonitzar una catàbasi, un descens a l'inframon on regnava la seva germana, en un altre motiu arquetípic model de Persèfone. El seu amant predilecte era Dumuzi (Tammuz), amb qui s'havia de casar, però aquest amor, segons l'Epopeia de Guilgameix, va provocar la mort del déu. Va tenir molts amants, i un personatge la va refusar, l'heroi Guilgameix.
Carl Gustav Jung la va triar com a símbol del procés final d'individuació.